# Habre
Habre är en sjö i Jokkmokks kommun i Lappland och ingår i Luleälvens huvudavrinningsområde. Sjön har en area på 0,0704 kvadratkilometer och ligger 623 meter över havet. Habre ligger i Pärlälvens fjällurskog Natura 2000-område. Sjön avvattnas av vattendraget Luokajåkkå.

## Delavrinningsområde
Habre ingår i det delavrinningsområde (741202-161817) som SMHI kallar för Inloppet i Salasjaure. Medelhöjden är 670 meter över havet och ytan är 5,85 kvadratkilometer. Det finns ett avrinningsområde uppströms, och räknas det in blir den ackumulerade arean 19,17 kvadratkilometer. Luokajåkkå som avvattnar avrinningsområdet har biflödesordning 3, vilket innebär att vattnet flödar genom totalt 3 vattendrag innan det når havet efter 279 kilometer. Avrinningsområdet består mestadels av skog (77 procent) och kalfjäll (21 procent). Avrinningsområdet har 0,07 kvadratkilometer vattenytor vilket ger det en sjöprocent på 1,2 procent.